# Mercy Nku
Mercy Nku (née le 17 juillet 1976) est une athlète nigériane, spécialiste du sprint. 

## Biographie

### Palmarès
| Date | Compétition                    | Lieu          | Résultat | Épreuve   | Performance |
| ---- | ------------------------------ | ------------- | -------- | --------- | ----------- |
| 1999 | Championnats du monde          | Séville       | 8e       | 100 m     | 11 s 16     |
| 1999 | Jeux africains                 | Johannesbourg | 1re      | 100 m     | 11 s 03     |
| 1999 | Jeux africains                 | Johannesbourg | 1re      | 4 x 100 m | 43 s 28     |
| 2000 | Jeux olympiques                | Sydney        | 7e       | 4 x 100 m | 44 s 05     |
| 2001 | Championnats du monde en salle | Lisbonne      | 5e       | 60 m      | 7 s 15      |
| 2001 | Championnats du monde          | Edmonton      | 6e       | 100 m     | 11 s 17     |
| 2001 | Championnats du monde          | Edmonton      | 4e       | 4 x 100 m | 42 s 52     |
| 2004 | Championnats d'Afrique         | Brazzaville   | 2e       | 100 m     | 11 s 36     |
| 2004 | Championnats d'Afrique         | Brazzaville   | 1re      | 4 x 100 m | 44 s 32     |
| 2004 | Jeux olympiques                | Athènes       | 7e       | 4 x 100 m | 43 s 42     |
| 2005 | Championnats du monde          | Helsinki      | 7e       | 4 x 100 m | 43 s 25     |
| 2006 | Jeux du Commonwealth           | Melbourne     | 4e       | 4 x 100 m | 44 s 37     |

### Records
| Épreuve              | Performance | Lieu         | Date              |
| -------------------- | ----------- | ------------ | ----------------- |
| 60 mètres (en salle) | 7 s 11      | Liévin       | 25 février 2001   |
| 100 mètres           | 11 s 03     | Johannesburg | 15 septembre 1999 |
| 200 mètres           | 22 s 53     | Zagreb       | 5 juillet 1999    |